# Ânkhefensekhmet
Ânkhefensekhmet est grand prêtre de Ptah à la fin de la XXIe dynastie.

## Généalogie
Ânkhefensekhmet est le fils du grand prêtre de Ptah Horsaïset Ier qui occupait la même fonction avant lui, et de la dame Bayouia, grande concubine du dieu Ptah. Il dédie une statue à ses parents, conservée aujourd'hui au Musée du Caire.
Il épouse Tachepeniset qui est désignée comme étant la fille d'un grand chef des Mâ et d'une dame nommée Mehousekh sur une statue conservée également au Musée du Caire.
Elle lui donnera un fils, Chedsounéfertoum, qui lui succédera à la charge pontificale memphite. Ce dernier édifiera plusieurs monuments à Memphis dont certains en l'honneur de son père comme le bas-relief le représentant suivi de son porte-flabellifère, en adoration devant le dieu Ptah et la déesse Sekhmet qui est conservé au Louvre.

## Sépulture
La tombe d'Ânkhefenskhmet n'a pas été identifiée. Il est probable qu'elle se trouve à Memphis comme beaucoup de tombes de grands prêtres de la Troisième Période intermédiaire.
Une stèle portant en relief une énumération de soixante générations de la famille d'Ânkhefensekhmet est conservée aujourd'hui à l'Ägyptisches Museum de Berlin.